# Pieni Salmijärvi (sjö i Kuusamo, Norra Österbotten, Finland)
Pieni Salmijärvi och Salmijärvi, eller Salmijärvet är sjöar i Finland. De ligger i kommunen Kuusamo i landskapet Norra Österbotten, i den nordöstra delen av landet, 700 km norr om huvudstaden Helsingfors. Salmijärvet ligger 316,2 meter över havet. Arean är 26,6 hektar och strandlinjen är 2,62 kilometer lång. Sjön  ingår i Kems huvudavrinningsområde. 